# العلاقات التشيكية الهندية
العلاقات التشيكية الهندية هي العلاقات الثنائية التي تجمع بين التشيك والهند.

## مقارنة بين البلدين
هذه مقارنة عامة ومرجعية للدولتين:
| وجه المقارنة                                              | التشيك                                                                            | الهند                       |
| --------------------------------------------------------- | --------------------------------------------------------------------------------- | --------------------------- |
| المساحة (كم2)                                             | 78.87 ألف                                                                         | 3.29 مليون                  |
| عدد السكان (نسمة)                                         | 10.52 مليون                                                                       | 1.35 مليار                  |
| الكثافة السكانية (ن./كم²)                                 | 133.38                                                                            | 410.33                      |
| العاصمة                                                   | براغ                                                                              | نيودلهي                     |
| اللغة الرسمية                                             | اللغة التشيكية                                                                    | اللغة الهندية، لغة إنجليزية |
| العملة                                                    | كرونة تشيكية، كرونة تشيكوسلوفاكية                                                 | روبية هندية                 |
| الناتج المحلي الإجمالي (بليون دولار)                      | 215.73 مليار                                                                      | 2.60 تريليون                |
| الناتج المحلي الإجمالي (تعادل القوة الشرائية) بليون دولار | 356.15 مليار                                                                      | 8.00 تريليون                |
| الناتج المحلي الإجمالي الاسمي للفرد دولار أمريكي          | 17.55 ألف                                                                         | 1.60 ألف                    |
| الناتج المحلي الإجمالي للفرد دولار أمريكي                 | 31.19 ألف                                                                         | 5.70 ألف                    |
| مؤشر التنمية البشرية                                      | 0.878                                                                             | 0.609                       |
| رمز المكالمات الدولي                                      | +420                                                                              | +91                         |
| رمز الإنترنت                                              | .cz                                                                               | .in، .भारत ‏، .بھارت ‏،        |
| المنطقة الزمنية                                           | ت ع م+01:00، ت ع م+02:00، توقيت وسط أوروبا، توقيت وسط أوروبا الصيفي، أوروبا/براغ ‏ | ت ع م+05:30، توقيت الهند    |

## منظمات دولية مشتركة
يشترك البلدان في عضوية مجموعة من المنظمات الدولية، منها:
| علم المنظمة | اسم المنظمة                        | تاريخ انضمام التشيك | تاريخ انضمام الهند |
| ----------- | ---------------------------------- | ------------------- | ------------------ |
|             | مؤسسة التنمية الدولية              | 1993                | 24 سبتمبر 1960     |
|             | يونسكو                             | 22 فبراير 1993      | 4 نوفمبر 1946      |
|             | مؤسسة التمويل الدولية              | 1993                | 20 يوليو 1956      |
|             | منظمة حظر الأسلحة الكيميائية       | ?                   | ?                  |
|             | الأمم المتحدة                      | 19 يناير 1993       | 30 أكتوبر 1945     |
|             | الاتحاد الدولي للاتصالات           | 1993                | 1869               |
|             | منظمة الشرطة الجنائية الدولية      | ?                   | ?                  |
|             | البنك الدولي للإنشاء والتعمير      | 1993                | 27 ديسمبر 1945     |
|             | الاتحاد البريدي العالمي            | ?                   | ?                  |
|             | وكالة ضمان الاستثمار متعدد الأطراف | 1993                | 6 يناير 1994       |
|             | نظام تحكم تكنولوجيا القذائف        | 1998                | 2016               |
|             | منظمة التجارة العالمية             | ?                   | 1995               |
|             | الفريق المعني برصد الأرض           | ?                   | ?                  |

## أعلام
هذه قائمة لبعض الشخصيات التي تربطها علاقات بالبلدين:
- يانا غوبتا (23 أبريل 1979 – )

## وصلات خارجية
- موقع وزارة الخارجية التشيكية
- موقع وزارة الخارجية الهندية